# Paul Taubert
Pour les articles homonymes, voir Taubert.
Paul Hermann Wilhelm Taubert (né à Berlin le 12 août 1862 et mort à Manaus le 1er janvier 1897) est un botaniste prussien.